# Програма «Каллікратіс»

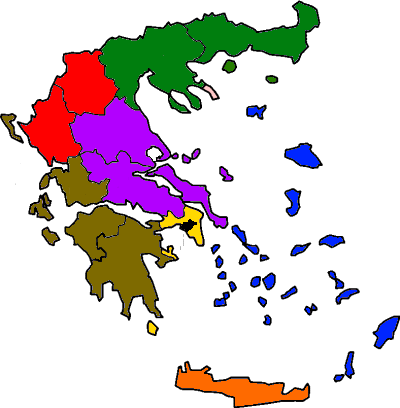
Новий поділ Греції на 7 децентралізованих одиниць за Програмою «Каллікратіс»

Програма «Каллікратіс» — закон Грецької Республіки 3852/2010, який передбачає реформування адміністративного поділу Греції.
До прийняття закону Грецьким парламентом програма існувала під назвою Проєкт «Каллікратіс» (Σχέδιο Καλλικράτης). 27 травня 2010 року Грецький парламент прийняв програму. Основною зміною стало скасування поділу на номи. Хоча чинності новий адміністративний поділ Греції набрав з 1 січня 2011 року, перший тур місцевих виборів 7 листопада 2010 року відбувся відповідно до Програми.

## Основні положення
- Перший, найнижчий, рівень самоврядування складатимуть муніципалітети, або деми (δήμοι), в результаті злиття низки нині існуючих муніципалітетів та громад. Вони перебуватимуть у віданні мера, або демарха (δήμαρχος), і муніципальної ради (δημοτικό συμβούλιο), які обиратимуться всенародно кожні 5 років. Муніципалітети будуть підрозділяютися на муніципальні відділи (δημοτικά διαμερίσματα) і, нарешті, громади (κοινότητες). Громади будуть мати свої власні ради, але їх роль буде чисто консультативною.
- Другий рівень самоврядування складатимуть існуючі 13 периферій Греції (περιφέρειες), у віданні периферіарха (περιφερειάρχης) і периферичної ради (περιφερειακό συμβούλιο), які всенародно обиратимуться кожні 5 років. Периферії будуть розділений на периферійні підрозділи (περιφερειακές ενότητες), які здебільшого, але не завжди, будуть збігатися географічно із номами Греції. Кожен периферійний район буде очолювати віце-периферіарх (αντιπεριφερειάρχης), який буде членом тієї самої партії, що й периферіарх.
- Третій, найвищий, рівень самоврядування складатимуть нові децентралізовані адміністрації, до складу яких увійдуть одна, дві або три периферії (за винятком Аттики і Криту). Адміністрація децентралізованих одиниць перебуватиме у віданні Генерального секретаря, який призначатиметься напряму урядом Греції, а також консультативної ради, яка у разі потреби звертатиметься до периферіарха і представників муніципалітетів.

### Порівняльна таблиця
|                                | Адміністративний поділ 1997 року                                                                         | Програма «Каллікратіс» |
| ------------------------------ | --- | --- |
| Деми                           | У сукупності 910 демів і 124 громад. Розділені на місцеві райони                                         | Обмеження кількості демів до 326 шляхом примусового чи добровільного об'єднання демів. Деми об'єднуються у периферійна одиниці самоуправління, і в свою чергу діляться на комуни. |
| Номархії                       | Всього 57 номархій і 19 єпархій.                                                                         | Скасовані. |
| Периферії                      | Всього 13 периферій. Периферіарх призначається урядом.                                                   | Залишилися в тих самих географічних межах. |
| Децентралізовані адміністрації | Не існували.                                                                                             | Утворено 7. |
| Муніципальні підприємства      | Приблизно 6 000.                                                                                         | Скорочення до 2 000. |
| Місцеве фінансування           | Державний бюджет, європейські програми, муніципальні податки, природні ресурси, місцевий бізнес, оренда. | Система 1997 року, але додається частка державних податків. |
| Вибори                         | Кожні 4 роки в жовтні. Відсотковий прохідний бар'єр — 42%.                                               | Кожні 5 років, в червні. Мажоритарний принцип. |